# Блеск для губ

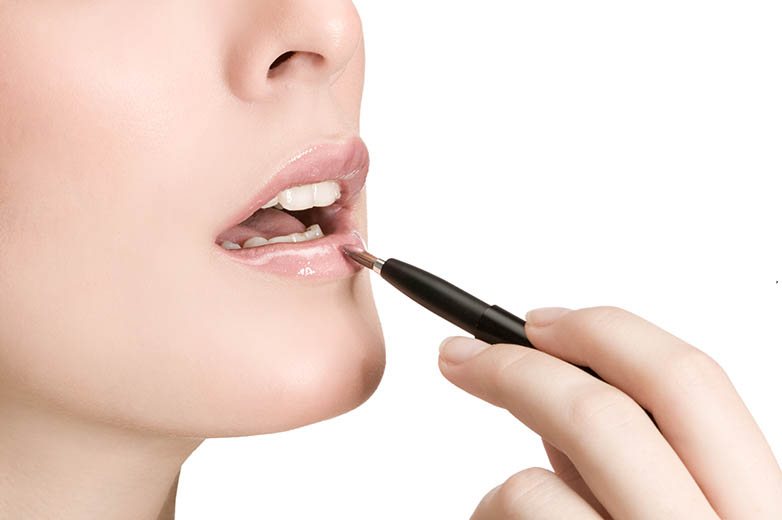
Нанесение блеска для губ с помощью кисточки

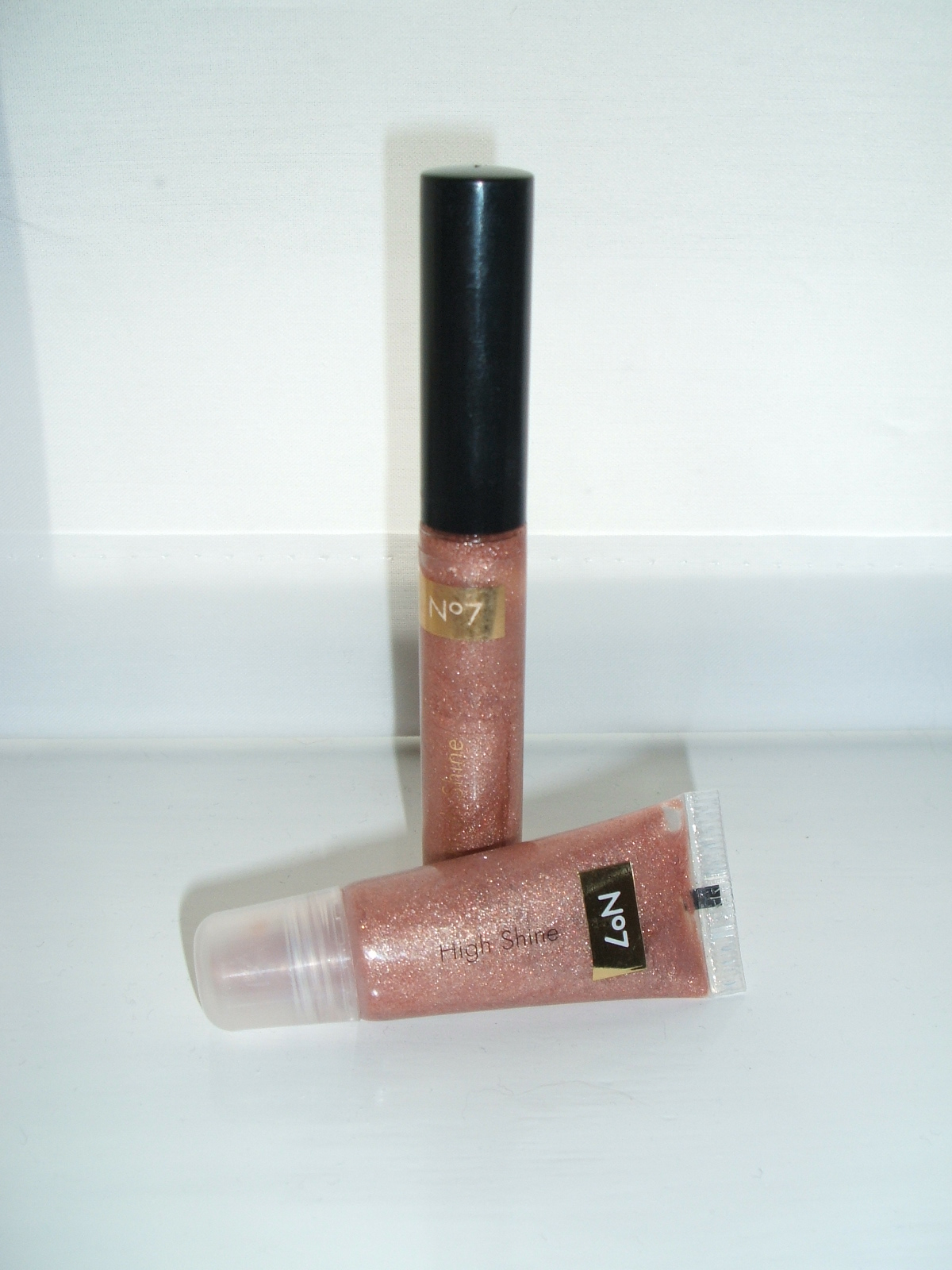
Формы выпуска

Блеск для губ (калька из англ. lip gloss) — косметический продукт, придающий губам блеск и едва различимый цвет.
Чаще всего блеск для губ жидкой консистенции, но иногда производится в твёрдом варианте (не путать с гигиенической помадой). Он может быть полностью прозрачным или полупрозрачным, но также может содержать в себе блёстки или частички, придающие губам металлический блеск, эффект инея или эффект полных губ (с помощью коллагена).
Первым блеском для губ был продукт фирмы «Max Factor» X-Rated, представленный публике в 1932 году. Оригинальная формула продавалась вплоть до 2003 года, когда компания «Procter and Gamble» прекратила её производство и продажу.
Как и губная помада, блеск для губ выпускается в различных формах — в небольших бутылочках с аппликатором или кисточкой, с помощью которых блеск наносится на губы, или в тюбиках, а также — в баночках. В этом случае блеск наносится подушечками пальцев.
Блеск для губ производят практически все косметические компании, поэтому можно выбрать продукт на свой вкус — подходящего цвета, за доступную цену и с необходимыми эффектами. В основном блеск для губ предпочитают юные девушки, так как он ассоциируется с молодым, сексуальным образом, но и женщины постарше тоже используют блеск для губ (иногда нанося его поверх помады), благодаря его свойству маскировать мелкие морщинки на губах.